# Трговина људима у Авганистану
Трговина људима у Авганистану је једна од земаља порекла, транзита и одредишта за мушкарце, жене и децу који су изложени трговини људима, посебно принудном раду и принудној проституцији . Трговина људима унутар Авганистана је чешћа од транснационалне трговине, а већина жртава су деца. Године 2005. Авганистанска независна комисија за људска права (АИХРЦ) пријавила је 150 случајева трговине децом другим државама. Авганистански дечаци и девојчице се тргују унутар земље и у Иран, Пакистан и Индију, као и у арапске државе Персијског залива, где живе као робови и приморани су на проституцију и принудни рад у цигланама, фабрикама за прављење тепиха,  и домаћа служба . У неким случајевима дечаци и девојчице су коришћени за трговину органима . Присилно просјачење је растући проблем у Авганистану, мафијашке групе организују професионалне просјачке кругове. Авганистански дечаци су подвргнути принудној проституцији и принудном раду у индустрији кријумчарења дроге у Пакистану и Ирану . Авганистанске жене и девојке су подвргнуте принудној проституцији, уговореним и принудним браковима  — укључујући оне у којима мужеви приморавају своје жене на проституцију — и присилном ропству у породици у Пакистану и Ирану, а можда и Индији . Невладине организације (НВО) извештавају да је током протекле године све већи број дечака био предмет интерне трговине. Неке породице свесно продају своју децу ради присилне проституције, укључујући и за бача бази - праксу која комбинује сексуално ропство и дечију проституцију, кроз коју богати мушкарци користе хареме младих дечака за друштвену и сексуалну забаву. Друге породице шаљу своју децу код брокера да се запосле. Многа од ове деце завршавају на принудном раду, посебно у пакистанским фабрикама тепиха. Невладине организације указују на то да породице понекад праве анализу трошкова и користи у погледу тога колико дугова могу имати на основу чланова породице којима се тргује.
Авганистански мушкарци су подвргнути принудном раду и дужничком ропству у пољопривреди и грађевинском сектору у Ирану, Пакистану, Грчкој, арапским државама Персијског залива и вероватно земљама југоисточне Азије . Под изговором да имају високо плаћене прилике за запошљавање, трговци намамљују стране раднике у Авганистан и маме авганистанске сељане у авганистанске градове или у Индију или Пакистан, а затим их понекад подвргавају принудном раду или принудној проституцији на одредишту. Крајем 2009. и почетком 2010. године, све већи број мушких миграната из Шри Ланке, Непала и Индије, који су добровољно мигрирали у Авганистан, тада је био подвргнут принудном раду.
Жене и девојке из Пакистана, Таџикистана и вероватно Уганде и Кине приморане су на проституцију у Авганистану . Неки међународни радници обезбеђења су можда били умешани у сексуалну трговину овим женама. Јавне куће и кругове за проституцију понекад воде странци, понекад са везама са већим криминалним мрежама. Такође се верује да се жене из Таџикистана кријумчаре преко Авганистана у друге земље ради проституције. Трговане Иранке пролазе кроз Авганистан на путу за Пакистан.
Уједињене нације су известиле да су деца током године била повезана са авганистанском националном полицијом (АНП). Влада предузима мере да унапреди системе провере старости АНП-а. Талибани користе децу од 12 до 16 година као бомбаше самоубице . Нека деца су преварена или приморана да постану бомбаши самоубице. Други су јако индоктринирани или нису свесни да носе експлозив, који се потом активира даљински без њиховог знања.  Нека деца војници које су користиле побуњеничке групе била су сексуално искоришћавана. Дечацима се понекад обећава упис у исламске школе у Пакистану и Ирану, али уместо тога екстремистичке групе их кријумчаре у кампове ради паравојне обуке.
Постоје и пијаце за жене и девојке у источном Авганистану, око региона Нангархар и Пактија, где се жене продају отворено. Мештани кажу да се неке жене продају по неколико пута, а жртве су обично удовице, жене сиромашних мушкараца или жене које муж више не воли. За неке од жртава се каже да су кријумчарене у Пакистан где се продају за мање од мазге. Племе Шинвар је познато по овој традицији.
Влада Авганистана улаже значајне напоре у борби против трговине људима, као што је континуирано упућивање идентификованих жртава трговине људима у установе за збрињавање. Међутим, влада није показала доказе о повећању напора у односу на претходну годину. Конкретно, авганистанска влада није кривично гонила нити осуђивала починиоце трговине људима у складу са својим законом из 2008. и кажњавала је жртве сексуалне трговине казном затвора због прељубе или проституције.
Канцеларија америчког Стејт департмента за праћење и борбу против трговине људима ставила је земљу у „Ниво 3“ 2021.

## Заштита
Влада Авганистана остварила је минималан напредак у заштити жртава трговине људима. Авганистан није имао формалну процедуру за идентификацију жртава трговине људима. Влада је наставила да води два реферална центра у Парвану и Џалалабаду . Према формализованом споразуму о упућивању који је успостављен крајем 2007. године, авганистанска полиција је наставила да упућује жене жртве насиља на Министарство за женска питања (МОВА), УНИФЕМ, ИОМ и невладине организације. Влади су недостајали ресурси да директно жртвама пружи заштитне услуге; Невладине организације су управљале склоништима у земљи и пружале огромну већину помоћи жртвама, али су се неке суочиле са тешкоћама због претњи локалне заједнице, посебно када су помагале у случајевима који су укључивали злочине који се сматрају „части“, као што је силовање.
Једно склониште које води невладина организација у Кабулу резервисано је посебно за жртве трговине људима. Неке невладине организације које воде установе за збрињавање жртава трговине људима су известиле о генерално адекватној координацији са државним званичницима. Министарство за рад и социјална питања, мученике и инвалиде (МОЛСАМД) је обезбедило обуку за рад за децу са улице и децу у установама за старање, а МОВА је пружила бесплатне правне услуге жртвама насиља; нејасно је колико је људи служило жртвама трговине људима. У Авганистану не постоје објекти за пружање склоништа или посебних заштитних услуга за мушкарце жртве трговине људима, иако је било планирано да се отвори склониште за дечаке жртве које води невладина организација 2010. Током извештајног периода, неки дечаци жртве трговине смештени су у државна сиротишта и објекат за малолетне криминалце док су њихови случајеви били у току истраге, док су одрасли мушкарци држани у притворским центрима током истраге. Услови живота у сиротиштима којима управља влада су изузетно лоши и неки корумпирани званичници су можда сексуално злостављали децу и приморавали их на проституцију. Закон о борби против трговине људима дозвољава страним жртвама да остану у Авганистану најмање шест месеци; није било извештаја о страним жртвама које су користиле ову одредбу имиграционе олакшице.
Остаје озбиљна забринутост у вези са државним званичницима који кажњавају жртве трговине људима за дела која су можда починили као директну последицу трговине људима. У неким случајевима, жртве трговине људима су биле у затвору до решавања својих правних случајева, упркос њиховом признатом статусу жртве. Жене жртве трговине људима и даље су хапшене и затваране или на други начин кажњаване због проституције и бекства од присилних бракова у сврху трговине људима. Хедер Бар из Одељења за Азију Чувар људских права (ХРВ) известила је да су многе жене приморане на проституцију од стране својих мужева и свекрва, јер се на њих гледа као на извор новца. У неким случајевима, жене које су побегле из својих домова да би избегле ове врсте принудних бракова пријавиле су да их је полиција силовала или да их је полиција третирала као криминалце само зато што их нису пратили. Жртве које нису могле да нађу место у склоништу често су завршавале у затвору; неке жене су одлучиле да иду у затвор да би се заштитиле од мушких чланова породице. Нема доказа да је влада подстицала жртве да помогну у истрагама њихових трговаца људима током периода на који се извештај односи. Покушаји тражења обештећења су делимично онемогућени зато што би авганистанска жртва била у озбиљној опасности да једноставно идентификује свог нападача.

## Превенција
Током извештајног периода, Влада Авганистана није направила приметан напредак у спречавању трговине људима. У оквиру Управе за криминалистичке истраге 2007. године формирано је ново одељење за борбу против трговине људима као координациона јединица. МОВА Иницијатива за јачање политике и јавног заговарања путем комуникација и изградње институција покренула је и делимично финансирала кампању јавног информисања уз подршку страних донатора. Кампања се састојала од билборда, радио спотова и кратке радио-драмске серије о трговини људима и циљала је на све 34 покрајине . Извештаји о праћењу потврђују повећану свест о проблемима трговине људима. АНП је радио на побољшању својих процедура за верификацију старости како би елиминисао децу војнике из својих редова. Док је влада издала неке изводе из матичне књиге рођених и венчаних, многи грађани у руралним областима не траже нити прибављају ове документе; мање од десет одсто деце је регистровано по рођењу. Влада није предузела кораке да смањи потражњу за комерцијалним сексуалним односима или присилним радом током периода извештавања. У децембру 2009. године формиран је Управни одбор за праћење, извештавање и реаговање како би написао акциони план за рад владе са Радним групама УН за трговину људима и децом у оружаним сукобима; овај акциони план до данас није завршен. Авганистан није чланица Протокола УН из 2000. године.
Авганистанска влада је 2008. године усвојила закон о борби против киднаповања и трговине људима, који предвиђа доживотну казну затвора за трговину у вези са сексуалним радом и 8-15 година затвора за трговину људима. Авганистански председник је 2017. године потписао нови кривични закон који забрањује и кажњава Баја-Базија.
2018. године основана је реферална мрежа невладиних организација и медија (АНЦТИП) за борбу против трговине људима и кријумчарења миграната у Авганистану. Циљ је да се подржи закон против трговине људима из 2017. године.